# Nicolas Bro
Nicolas Bro (ur. 16 marca 1972 w Kopenhadze) – duński aktor teatralny i filmowy.  
Jego rodzicami są duńscy aktorzy Helle Hertz i Christoffer Bro. W 1998 ukończył studia w kopenhaskiej szkole teatralnej (Den Danske Scenekunstskole). Wystąpił w licznych filmach komediowych, w tym także w polskim filmie Atak paniki.

## Filmografia

### Filmy
- Zasada nr 1 (2003) jako Palle
- Rekonstrukcja (2003) jako Leo Sand
- Zieloni rzeźnicy (2003) jako Hus Hans
- Jabłka Adama (2005) jako alkoholik Gunnar
- Zakochani widzą słonie (2005) jako Morfar, przyjaciel Daniela
- Czarna Madonna (2007) jako Brian
- Dobre serce (2009) jako Ib Dolby
- Braterstwo (2009) jako Tykke
- Ved verdens ende (2009) jako Mikael Feldt
- Czas wojny (2011) jako Friedrich Henglemann, szeregowy niemiecki
- Nimfomanka (2013) jako F
- Atak paniki (2017) jako Oskar

### Seriale TV
- The Killing (seria 2, 2009) jako Thomas Buch
- Układ (2014) jako architekt
- Most nad Sundem (seria 3, 2015) jako Freddie